# Peter Maffay
Peter Maffay (Braşov, Rumanía, 30 de agosto de 1949), de nombre real Peter Alexander Makkay, es un músico alemán en activo desde hace más de cuatro décadas.

## Biografía
Hijo de madre alemana (sajona de transilvania) y padre húngaro, en 1963, migraron desde la Transilvania sajona a Alemania. Ese mismo año Maffay inició su primer proyecto musical, The Dukes. Tras finalizar sus estudios y trabajar para Chemigraphics, un fabricante de arte, Maffay trabajó en clubs donde dio a conocer su música.

## Trayectoria
Su carrera comenzó oficialmente en 1969 con su primer sencillo, "Du" (Tú en alemán). Fue el mayor éxito alemán en 1970 lo que le catapultó a la fama. Con el álbum Steppenwolf editado en 1979, Maffay se consolidó como una de las grandes estrellas de la música alemana. Del álbum se vendieron 1,6 millones de copias, lo que le convirtió por aquel entonces en el LP más vendido de la historia del país. En 1980, el álbum Revanche (Venganza) rompió su récord anterior, alcanzando los 2,1 millones de ejemplares. 
Maffay ostenta el récord alemán de sencillos y de álbumes (12) que alcanzaron el número uno de ventas. Además, casi todos sus álbumes alcanzaron puestos entre los 10 más vendidos. También cuenta con el récord alemán de álbumes que alcanzaron el millón de copias, concretamente 14, incluyendo su último álbum, Laut und Leise (Ruidoso y tranquilo).
En total, Maffay ha vendido más de 35 millones de álbumes. Desde 1980, cada una de sus 13 giras han sido uno de los 3 eventos más visitados en Alemania, con nueve de ellos como los más visitados.
Maffay también ha creado una serie de ficción sobre un pequeño dragón verde llamado Tabaluga, sobre el que trataron 4 de sus álbumes. La obra también tuvo una versión en musical.

## Biografía
Peter Maffay participa activamente en la vida política, como queda reflejado en algunas ocasiones en su música. Es un activista pacífico y en 2005 dio un concierto en favor de las tropas alemanas de la ISAF en Afganistán. Maffay también dona a proyectos de niños traumatizados y de los que se ha abusado sexualmente. Tiene una finca en Ca'n Llompart, Pollensa , la isla española de Mallorca una de las sedes de La Fundación Peter Maffay donde niños traumatizados de todo el mundo pueden pasar dos semanas de vacaciones gratis. Recibió el Bundesverdienstkreuz, medalla al mérito alemán, en 1996, y en 2001, el "Goldene Henne" ("Gallina dorada").
Maffay ha contraído matrimonio en cuatro ocasiones, tiene un hijo que vive con él en la finca Ca'n Llompart de Pollensa, Mallorca. Una de sus aficiones es la motocicleta. En 1972, tuvo un accidente con su Harley Davidson. Ha cruzado el desierto del Sáhara en varias ocasiones con motocicletas de todoterreno.

## La banda
Desde el comienzo de su carrera musical, Carl Carlton ha sido quien ha tocado la guitarra en muchos de sus proyectos. También han sido habituales las participaciones de Betram Engel (batería), Ken Taylor (bajo) y Jean-Jacques Kravety (teclado).

## Discografía
- 1970: Für das Mädchen, das ich liebe (CD / LP) (Para la chica a la que quiero)
- 1971: Du bist wie ein Lied (CD / LP) (Eres como una canción)
- 1972: Omen (CD / 2LP) (Presagio)
- 1974: Samstagabend in unserer Straße (CD / LP) (El sábado por la noche en nuestra calle)
- 1975: Meine Freiheit (CD / LP) (Mi libertada)
- 1976: Und es war Sommer (CD / LP) (Y era verano)
- 1977: Tame & Maffay (CD / LP)
- 1977: Dein Gesicht (CD / LP) (Tu cara)
- 1978: Live (CD / LP)
- 1979: Steppenwolf (CD / LP)
- 1979: Tame & Maffay 2 (CD / LP)
- 1980: Revanche (CD /LP) (Venganza)
- 1982: Ich will Leben (CD / LP) (Quiero vivir)
- 1982: Live '82 (CD / LP / VHS)
- 1983: Tabaluga und die Reise zur Vernunft (CD / LP) (Tabaluga y el viaje a la razón)
- 1984: Carambolage (CD / LP)
- 1984: Deutschland '84 (DVD / VHS)
- 1985: Sonne in der Nacht (CD / LP / DVD / VHS) (Sol en la noche)
- 1986: Tabaluga und das leuchtende Schweigen (CD / LP) (Tabaluga y el silencio luminoso)
- 1987: Live '87 (DVD / VHS) (Directo en 1987)
- 1988: Lange Schatten (2CD / 2LP) (Largas sombras)
- 1988: Lange Schatten Tour '88 (CD / LP / VHS) (Tour largas sombras 1988)
- 1989: Kein Weg zu Weit (CD / LP / DVD / VHS) (No hay camino demasiado lejano)
- 1989: Die Story 2 (CD)
- 1990: Leipzig (CD / LP / VHS)
- 1991: 38317 (CD / LP)
- 1991: 38317 — Das Clubconcert (DVD / VHS)
- 1992: Freunde und Propheten (CD) (Amigos y profetas)
- 1993: Der Weg 1979–93 (CD / VHS) (El camino 1979 a 1993)
- 1993: Tabaluga und Lilli (CD) (Tabaluga y Lilli)
- 1994: Tabaluga und Lilli Live (2CD / VHS) (Tabaluga y Lilli en directo)
- 1996: Sechsundneunzig (CD) (Ninety-Six)
- 1996: Sechsundneunzig — Das Clubconcert (DVD / VHS) (69 — concierto en un club)
- 1997: 96 Live (2CD / DVD / VHS)
- 1998: Begegnungen (CD / DVD / VHS)
- 1999: Begegnungen Live (2CD)
- 2000: X (CD)
- 2001: Heute vor dreissig Jahren (CD) (Hace 30 años)
- 2001: Heute vor dreissig Jahren — Live (DVD) (Hace 30 años — en directo)
- 2002: Tabaluga und das verschenkte Glück (CD) (Tabaluga y el regalo de suerte)
- 2004: Tabaluga und das verschenkte Glück — Live (DVD) (Tabaluga y el regalo de suerte - en directo)
- 2005: Laut und Leise (2CD / 2DualDisc) (Loud and Quiet)
- 2006: Begegnungen, eine Allianz fuer Kinder (CD / DVD) (Encuentros, una alianza para los niños)
- 2007: Frohe Weihnachten mit Tabaluga (CD) (Feliz Navidad con Tabaluga)